# Tỉnh Đông, Ả Rập Xê Út
Vùng Đông (tiếng Ả Rập: الشرقية ash-Sharqiyyah) là vùng có diện tích lớn nhất của Ả Rập Xê Út. Thủ phủ của vùng là thành phố Dammam, đây cũng là nơi cư trú của đa số cư dân trong vùng. Vùng Đông là vùng đông dân thứ ba tại Ả Rập Xê Út, sau Makkah và Riyadh. Dammam là thành phố đông dân nhất trong vùng, và đông dân thứ sáu toàn quốc. Vùng Đông là nơi diễn ra hầu hết hoạt động sản xuất dầu của Ả Rập Xê Út. Thành phố công nghiệp Jubail là một trung tâm của thế giới về các ngành hoá chất. Vùng cũng phát triển du lịch do nằm trên bờ biển vịnh Ba Tư , lân cận với các quốc gia Ả Rập khác trong vùng Vịnh cũng như vùng Riyadh.
Vùng Đông giáp vịnh Ba Tư và có biên giới trên bộ với năm quốc gia: Iraq (giáp tỉnh Muthanna), Kuwait (giáp các tỉnh Jahra và Ahmadi), Oman (giáp các tỉnh Ad Dhahirah, Al Wusta, Dhofar), Qatar (giáp các vùng Doha, Al-Wakrah) và Các Tiểu vương quốc Ả Rập Thống nhất (giáp tiểu vương quốc Abu Dhabi). Hoang mạc Rub' al Khali chiếm hơn một nửa diện tích của vùng, miền hoang mạc này phần lớn là không có người ở. Nhà Saud xuất thân từ Najd giành quyền kiểm soát vùng này sau khi Đế quốc Ottoman sụp đổ. Các khu vực có người ở được gọi là "Al-Ahsa" (tiếng Ả Rập: الأحساء) dưới thời Ottoman.
Theo một báo cáo của Cục Thống kê và Thông tin Trung ương, vùng Đông có dân số là 4,1 triệu người tính đến tháng 12 năm 2010, trong đó 1,2 triệu là người nước ngoài. Có khoảng 2 triệu người nói phương ngữ Ả Rập vùng Vịnh tại Ả Rập Xê Út, phương ngữ này chỉ được nói trong vùng Đông. Những người nói tiếng Ả Rập còn lại trong vùng nói các phương ngữ khác, phổ biến hơn là phương ngữ Najd. Các cộng đồng ngoại kiều nói các ngôn ngữ của họ, đông đảo nhất lần lượt là các ngôn ngữ Ấn Độ, Philippines, tiếng Ả Rập Ai Cập, tiếng Indonesia, tiếng Rohingya và Urdu.
Thống đốc
- Abdul Muhsin bin Abdullah Al Jiluw (?-1985)
- Muhammad bin Fahd (1985-2013)
- Saud bin Nayef (2013–)

Saudi Aramco là công ty sản xuất dầu mỏ quốc doanh của Ả Rập Xê Út, có trụ sở tại Dhahran thuộc vùng Đông. Các mỏ dầu khí chủ yếu của vương quốc hầu như đều nằm tại vùng Đông, ở trên bờ hoặc ngoài khơi. Dầu mỏ được vận chuyển đến nhiều quốc gia trên thế giới từ cảng dầu Ras Tanura và cũng được sử dụng làm nguyên-nhiên liệu cho nhiều nhà máy công nghiệp tại Jubail. Chà là cũng là một bộ phận lớn trong kinh tế vùng, mỗi năm có hàng nghìn tấn chà là được thu hoạch trong các ốc đảo lớn.
Vùng Đông được chia thành 11 tỉnh (tiếng Ả Rập: محافظات; muhafazat, số ít محافظة; muhafazah). Các tỉnh được chia tiếp thành các phó tỉnh (tiếng Ả Rập: مراكز; marakiz, số ít مركز; markaz). Tỉnh Al-Ahsa là tỉnh lớn nhất tại Ả Rập Xê Út về diện tích.
- Al-Ahsa (tiếng Ả Rập: الأحساء)
- Abqaiq (بقيق)
- Dhahran (الظهران)
- Hafar Al-Batin (حفر الباطن)
- Jubail (الجبيل)
- Khafji (الخفجي)
- Khobar (الخبر)
- Nariyah (النعيرية)
- Qaryat al-Ulya (قرية العليا)
- Qatif (القطيف)
- Ras Tanura (رأس تنورة)
- Phó tỉnh Markaz al Musannah
- Phó tỉnh Markaz al 'Udayd

Thành phố lớn
- Dammam: Thủ phủ của vùng Đông, là thành phố cảng chính và là thành phố lớn thứ năm tại Ả Rập Xê Út.
- Khobar: Thành phố lớn trong vùng Đông và là trung tâm thương nghiệp.
- Dhahran: Trung tâm ngành công nghiệp dầu mỏ, có trụ sở của Saudi Aramco. Thành phố có một căn cứ chính của Không quân Ả Rập Xê Út và trường đại học danh tiếng KFUPM.
- Al-Hasa: Ốc đảo lớn nhất thế giới.
- Qatif: Ốc đảo lớn trên bờ biển vịnh Ba Tư
- Jubail: Thành phố công nghiệp lớn nhất Trung Đông.
- Abqaiq: Sở hữu các nhà máy chế biến dầu khí cỡ lớn
- Ras Tanura: Trung tâm lọc dầu lớn, sở hữu nhà máy lọc dầu lớn nhất thế giới, có nhiều thềm dầu ngoài khơi, và có cảng xuất khẩu dầu cỡ lớn
- Udhailiyah: Sở hữu các nhà máy sản xuất và chế biến dầu cỡ lớn
- Shayba tại Rub' al Khali, gần biên giới Các Tiểu vương quốc Ả Rập Thống nhất
- Khafji: Thành phố công nghiệp lớn, rất gần biên giới với Kuwait.
- Hafar Al-Batin: Thành phố lớn nhất miền đông bắc của Ả Rập Xê Út, cách Kuwait 90 km.